# Амбарцумян, Вячеслав Миранович
Вячесла́в Мира́нович (тж. Миронович, Михайлович) Амбарцумя́н (арм. Համբարձումյան Վյաչեսլավ Միրանի; 22 июня 1940, Москва — 4 января 2008, Москва) — советский футболист армянского происхождения. Чемпион СССР 1969.

## Биография
Воспитанник московской ФШМ. Известен по выступлениям за московские клубы «Спартак» и ЦСКА. В 1961 году сыграл 2 матча за сборную СССР. Мастер спорта СССР (с 1961).
В 1973—1978, 1981—1987 — тренер ФШМ / СК ЭШВСМ. В 1979 — начальник команды «Пахтакор» Ташкент. В 1990—1996 — президент и коммерческий директор команды ветеранов «Россия», в 1999—2007 — президент клуба ветеранов футбола «Сборная команда Москвы». В 2000—2004 — директор и тренер ДЮФК «Митино».
4 января 2008 года Амбарцумян был сбит автомобилем, когда возвращался из соседнего дома к себе на 3-й Крутицкий переулок. C тяжёлой черепно-мозговой травмой, переломом двух рёбер и тяжелейшим ушибом ноги он был доставлен в больницу, где и скончался.

## Достижения
- Чемпион СССР: 1969
- Обладатель Кубка СССР: 1963, 1965, 1971
- В списках 33 лучших футболистов СССР 2 раза: под № 1 (1968) и под № 2 (1961)

## Семья
- Жена — Валентина Владимировна Светлова (род. 1949), актриса[4].
  - Дочь Ольга (род. 1968).